# Konsumo Respeto
Konsumo Respeto est un groupe espagnol de punk rock, originaire d'Alicante, dans la Communauté valencienne. Konsumo Respeto est lié au célèbre groupe basque Piperrak, car Roberto et Josetxu sont beaux-frères. Le groupe annonce une première séparation en 2012, et revient en 2015.

## Histoire
Le groupe est formé le 20 décembre 1999 vers 20 h à Alicante, dans la Communauté valencienne. Le groupe avait l'idée d'adopter les noms de Banda Asekas et Penitenzia, avant que Jorge ne propose l'idée de Konsumo Respeto.
Au cours des deux premières années, le groupe se concentre sur de nombreux concerts, le premier ayant eu lieu en septembre 2000. Ils apparaissent sur plusieurs compilations punk, jusqu'à ce qu'ils enregistrent leur première démo. Celle-ci est très bien accueillie par le public et, au cours de l'été 2002, ils enregistrent avec Tintorrock Producciones ce qui sera leur premier album, Ahora que se ha ido el Sol. Cet album se caractérise par un style à mi-chemin entre le rock de bar et la musique folk ; des rythmes rapides marqués par une bonne base de batterie et de basse et des accompagnements électrifiés, ainsi que la mélodie inhabituelle de la cornemuse et de la flûte. Il faut ajouter que les voix sont très justes et que les chœurs sont vraiment bien travaillés. Le groupe a collaboré à plusieurs reprises avec des groupes tels que Transfer, Sabandijas ou Furia Urbana.
Après quelques changements dans le line-up, entre 2004 et 2005 ils sortent leur deuxième album, Si te he visto no me acuerdo, avec Discos El Garaje. Cet album est un peu plus mature et sérieux, bien que fidèle au style du groupe. Le groupe effectue ensuite une tournée pour présenter cet album, se produisant dans presque toutes les régions de la péninsule et retournant pour la deuxième fois au Mexique, où ils reçoivent un accueil incroyable. En 2008, ils sortent leur troisième album intitulé Como te iba diciendo, composé de 11 nouvelles chansons et d'un DVD de leur précédente tournée au Mexique. Le groupe est plongé dans une tournée qui l'amène dans la majeure partie de l'Espagne, des États-Unis et du Mexique, et se prépare à se produire pour la première fois à Bogota, en Colombie.
Le 6 février 2011, le groupe sort son quatrième album, Elige la ruina. Un album auto-produit composé de 11 chansons qui suivent la ligne de leur travail précédent, mais avec un son et des paroles beaucoup plus élaborés. Un travail plus mature, avec une utilisation plus importante de cornemuses et de flûtes, rappelant les origines du groupe. Le 24 septembre 2012, ils annoncent leur séparation dans un communiqué, annonçant au passage ce qui serait leurs trois derniers concerts d'adieu pour début 2013 (dont deux en Colombie) et le dernier à Alicante, en Espagne : « Après 13 ans, 4 albums et des centaines de concerts, nous pensons que le temps est venu de mettre un terme à cette histoire. Ce fut une période inoubliable et une expérience incroyable. Merci à tous ceux qui nous ont soutenus tout au long de notre parcours. Adieu ! »
En octobre 2015, ils annoncent le retour du groupe dans un communiqué sur leur page Facebook. Un an plus tard, le groupe sort son album Recaída,, et annonce la tournée promotionnelle à l'album, le Recaída Tour. Le 6 mars 2020, ils jouent durant la soirée à Buenos Aires, en Argentine,. Un ouvrage intitulé Konsumo Respeto: 20 años de todo, 20 años de nada, retraçant l'histoire du groupe est publié en 2022, écrit par le chanteur Jorge Rodríguez.

## Discographie

### Albums studio
- 2002 : Ahora que se ha ido el sol
- 2005 : Si te he visto no me acuerdo
- 2008 : Como te iba diciendo...
- 2011 : Elige la ruina
- 2016 : Recaída

### EP
- 2018 : Los Primeros días de la Ley seca